# Too Low for Zero
Too Low For Zero é o décimo sétimo álbum de estúdio do cantor e compositor britânico Elton John, lançado em 1983.
Sucesso comercial e de crítica, o álbum foi considerado um recomeço para a carreira de Elton John, após vários álbuns de fracasso nas paradas e de avaliação com a mídia especializada. É um dos seus álbuns mais vendidos durante a década de 1980, impulsionado pela notoriedade dos singles "I Guess That's Why They Call It the Blues" e, especialmente, "I'm Still Standing", que acompanhou o surgimento de videoclipes populares da MTV.
Pela primeira vez desde Blue Moves (1976) todas as letras foram escritas por Bernie Taupin, que continua nesta tarefa até os dias atuais. Por insistência da Taupin, Elton decidiu voltar ao básico e retornou ao trabalho a tempo integral com Taupin. Elton também se reuniu com o núcleo de sua banda de apoio do início dos anos 70: Dee Murray, Nigel Olsson e Davey Johnstone. O álbum foi produzido por Chris Thomas e gravado no Air Studios em Montserrat e Sunset Sound Recorders em Hollywood.

## Faixas

### Lado 1
1. "Cold as Christmas (In the Middle of the Year)" – 4:19
2. "I'm Still Standing" – 3:02
3. "Too Low for Zero" – 5:46
4. "Religion" – 4:05
5. "I Guess That's Why They Call It the Blues" (Elton John, Bernie Taupin, Davey Johnstone) – 4:41

### Lado 2
1. "Crystal" – 5:05
2. "Kiss the Bride" – 4:22
3. "Whipping Boy" – 3:43
4. "Saint" – 5:17
5. "One More Arrow" – 3:34

## Músicos
- Elton John - piano (faixas 1-5, 8, 10), Fender Rhodes (faixa 1), sintetizadores (faixas 1-7, 9) clavinete (faixa 9), vocais
- Dee Murray - baixo, vocal de apoio
- Davey Johnstone - guitarra, violões (faixas 1, 4, 5, 6 e 9), vocal de apoio
- Nigel Olsson - bateria, pandeiro em "Whipping Boy" e vocais
- Ray Cooper – percussão na faixa "Cold as Christmas (In the Middle of the Year)"
- Skaila Kanga – harpa na faixa "Cold as Christmas (In the Middle of the Year)"
- Kiki Dee – vocais na faixa "Cold as Christmas (In the Middle of the Year)"
- Stevie Wonder – harmônica na faixa "I Guess That's Why They Call It the Blues"
- James Newton Howard – arranjo de cordas na faixa "One More Arrow"

## Ficha técnica
- Produção: Chris Thomas
- Gravação e mixagem: Bill Price
- Mixado no AIR Studios em Londres
- Masterização: Chris Thomas (UK) and Greg Fulginiti (US).
- Management: John Reid
- Direção de arte: Rod Dyer
- Projeto gráfico: Clive Piercy